# Alexander Gauland
Alexander Eberhardt Gauland (Chemnitz, 20. veljače 1941.), njemački pravnik, publicist i političar (AfD).
Sin je umirovljenog policijskog pukovnika.
Nakon mature 1959. u Chemnitzu, Gauland je pobjegao u Zapadnu Njemačku pa je od 1960. studirao povijest, političke znanosti i pravo u Marburgu. Disertacijska tema bila mu je Legitimitätsprinzip in der Staatenpraxis seit dem Wiener Kongress (»Princip legitimnosti u državnoj praksi od Bečkog kongresa«). U njemačkoj saveznoj vladi radio je od 1970. godine, na različitim pozicijama.
Od 1987. do 1991. bio je voditelj državne kancelarije njemačke savezne države Hessen. Poslije toga je do 2005. bio izdavačem novina Märkische Allgemeine. Nakon 40 godina u Kršćansko-demokratskoj uniji, Gauland je suosnovao i postao jednim od čelnih političara Alternative za Njemačku.
Gauland se protivi politici Angele Merkel. Godine 2013. izašao je iz CDU-a. S kolegama iz bivše stranke osnovao je 2013. godine Wahlalternative 2013 (»Izborna alternativa 2013.«). Na osnivačkom kongresu AfD-a Gauland je izabran za zamjeničkog glasnogovornika stranke. Godine 2014. postao je predsjednik kluba Alternative za Njemačku u saveznoj pokrajini Brandenburg i zastupnik u zemaljskom parlamentu Brandenburga.
Zajedno s Alice Weidel bio je glavni kandidat AfD-a za njemačke parlamentarne izbore 2017. Od studenog 2017. godine Alexander Gauland je zajedno s Jörgom Meuthenom na funkciji predsjednika stranke AfD.